# Leptoderris miegei
Leptoderris miegei är en ärtväxtart som beskrevs av Ake Assi och Mangenot. Leptoderris miegei ingår i släktet Leptoderris och familjen ärtväxter. Inga underarter finns listade i Catalogue of Life.